# Biston takeuchii
Biston takeuchii là một loài bướm đêm trong họ Geometridae.